# The King of Fighters '97
The King of Fighters '97 es un videojuego de lucha perteneciente a la serie de juegos The King of Fighters. Es el cuarto de esta saga, y el juego marca el final de la historia Yamata no Orochi (conformada por KoF '95 y KoF '96).

## Jugabilidad
KOF '97 introduce dos modos de juego para esta ocasión. Los modos de juego son conocidos como Advanced y Extra. En el caso, del modo Extra, este incluye todas las características de las dos primeras versiones con base principalmente en KOF '94.
Advanced por el contrario, reúne todas las características de KOF '96 con algunos ligeros cambios. Para comenzar, ahora la barra de POW ya no se carga voluntariamente. La barra debe de ser rellenada mediante la realización de golpes normales o especiales que impacten o bien recibiendo los ataques. Cuando se llena, notamos que al final de la barra hay tres casillas (es el máximo en esta versión) las cuales cuando se logra llenar la barra de POW, tendremos un punto de color verde llamado Stock y los puntos pueden ser pasados de luchador a luchador con algunas restricciones. Un stock puede ser cambiado por un Desperation Move, un Max Counter (un ataque que se efectúa pulsando C+D al mismo tiempo mientras nos defendemos el cual interrumpe la guardia y conecta un golpe que resta un poco de vida al rival) y la esquiva rodante que anula cualquier ataque y que facilita el contraataque mientras estemos defendiéndonos. Cuando se tiene más de un Stock y se pulsa A+B+C al mismo tiempo, aparecerá una barra de POW que actuará del mismo modo que si tenemos la barra de POW al máximo en los primeros dos juegos con todas sus características y como adición, si tenemos otro stock y realizamos un Desperation move, tendremos su versión super disponible tal como si tuviéramos la barra de vida parpadeando en rojo y el POW en MAXIMUM en la anterior entrega, además de que no perderemos la barra anteriormente mencionada permitiéndonos realizar otro Super Desperation Move mientras dure la barra activada. En esta ocasión la defensa en el aire (que es común en ambos modos de juego) pierde efectividad ya que no podremos usarla para defendernos de Desperation Moves. A raíz del modo Advanced, el juego ha incluido un esquema llamado Partner Relationship System el cual consta de lo siguiente: los luchadores (en caso de haber escogido el modo Advanced) se pasarán los stocks bajo ciertas condiciones en las cuales si se relacionan bien, de manera neutral o mal con otro luchador habrá cambios en el traspaso de stocks. De este modo si un luchador se lleva bien con sus compañeros, pasará todos sus stocks más uno de regalo. Si tiene una relación neutra, pasará todos los stocks que tenga y si se lleva mal, no pasará ningún stock. Para saber cómo se relacionan los personajes con otros, debemos pulsar el botón C en la pantalla de selección de orden de nuestros luchadores. Una cara sonriente indicará la primera posibilidad, una cara neutral indicará la segunda posibilidad y una cara enojada, la última posibilidad.
El sistema de Combos, presente en el anterior juego, ha sido mejorado de forma considerable ya que un congelamiento del juego al momento de realizar Desperation Moves, hace que estos movimientos sean fáciles de combinar creando unos combos más devastadores.

## Historia
Tras la muerte de Goenitz, el torneo se volvió más comercial, y personas de varias partes del mundo querían observar dicho torneo. En los equipos hubo cambios como también nuevos equipos: El New Face Team (lit. las nuevas caras) y el Outlaw Team (lit. fuera de la ley o rebelde). El primero está formado por Chris, Yashiro Nanakase y Shermie. Poco se sabe acerca de este equipo, y resulta extraño que no hayan sido invitados en los torneos anteriores al ver sus habilidades en este torneo. El segundo equipo, estaba compuesto por Ryuji Yamazaki, Billy Kane y Blue Mary. El estilo de pelea de Yamazaki se asemejan al de Iori, pero el primero más cruel. El torneo comenzó y, curiosamente, Kyo e Iori no luchan en esta oportunidad. Durante el torneo, el "New faces team" junto con Leona e Iori desaparecen misteriosamente. Iori y Leona se hicieron otra vez presentes, pero totalmente cambiados, empezando a atacar a todos los competidores. Estaba pronta la presencia de Orochi. Ante esto, el "New faces team" reveló que trabajaban junto a Goenitz y su misión era despertar a Orochi. A pesar de que los demás equipos hicieron todo por evitarlo, fue inútil, Orochi sale del cuerpo de Chris, y sólo hay una manera de evitarlo.

## Personajes
Algunos equipos desaparecen respecto al juego del 96, y en otros se cambian de integrantes:
| - Kyo Kusanagi - Benimaru Nikaido - Goro Daimon - Terry Bogard - Andy Bogard - Joe Higashi - Ryo Sakazaki - Robert Garcia - Yuri Sakazaki - Leona Heidern - Ralf Jones - Clark Steel - Athena Asamiya - Sie Kensou - Chin Gentsai | - King - Mai Shiranui - Chizuru Kagura - Kim Kaphwan - Chang Koehan - Choi Bounge - Yashiro Nanakase - Shermie - Chris - Ryuji Yamazaki - Blue Mary - Billy Kane - Kyo Kusanagi - Iori Yagami - Chizuru Kagura | - Iori Yagami - Shingo Yabuki - Orochi Iori - Orochi Leona - Orochi Yashiro - Orochi Shermie - Orochi Chris - Orochi |

## Finales
Siguiendo la leyenda de cómo sellaron a Orochi hace muchos años, el Clan Yata (Chizuru), el clan Kusanagi (Kyo) y el clan Yasakani (Iori) se vuelven a reunir para derrotar a Orochi. Al final de la batalla, Orochi trata de controlar a Iori con su sangre y forzarlo a atacar a Kyo, pero la ambición de Iori de enfrentar a Kyo cara a cara, solos los dos, es tan fuerte, que se contrapone al designio de Orochi. Finalmente Chizuru logra sellarlo nuevamente. Tras esta pelea, Kyo desaparecería, e Iori va en su búsqueda durante dos años, hasta el torneo de 1999.